# Fab Morvan

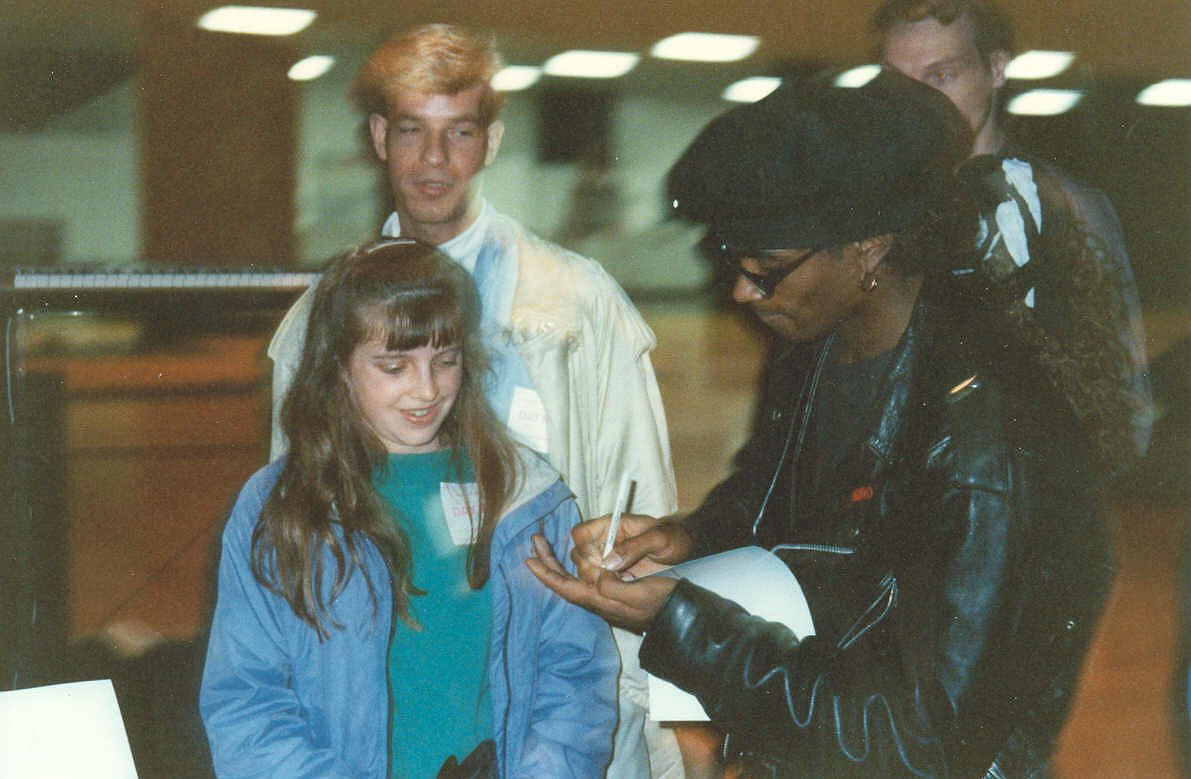
Fab Morvan egyik rajongójának dedikált 1990. február 20-án, a Grammy-gálát követően.

Fabrice „Fab” Morvan (Párizs, 1966. május 14. –) francia színesbőrű énekes, imposztor, a néhai Milli Vanilli pop-duó tagja, amely az 1980-as évek végén és az 1990-es évek kezdetén több arany- és platinalemezre, majd rövidesen Grammy-díjra tett szert, de néhány hónappal a díjátadó után kiderült, hogy az együttes két tagja tátogó, tehetségtelen ripacs és a kialakuló hatalmas botrány elsodorta a frissen létrejött duót.
Fab Morvan ma szólóénekléssel kísérletezik, de neve általában csak a Milli Vanilli-botrányról ismert. Mivel múltját nem tudja elfeledtetni, ezért népszerűsége is alacsony és labilis a popkultúrában.

## Élete
Morvan szülei Guadeloupe gyarmatról telepedtek Franciaországba. Édesapja építész, édesanyja gyógyszerész végzettségű volt. Szülei elváltak. Fabrice az apjához került, akivel tinédzser korában rengeteget utazott és bejárták a Karib-tenger térséget. Itt ismerkedett meg Bob Marley zenéjével is, amelynek a hatása alá került. A közösségben ahol felnőtt több különféle nemzetiségű és bőrszínű ember akadt, így Morvan nyitott és barátságos férfivá serdült.
Először tornászként a sportban próbált elhelyezkedni, de egy nyaksérülése miatt le kellett mondjon erről.
18 éves korában áttelepült Németországba, ahol tánccal és modellkedéssel kezdett foglalkozni. Münchenben dolgozott egy éjszakai bárban Robert Pilátussal, mielőtt még Frank Farian felkereste volna őket. A két fiatal a bárban funk, pop, soul és rap zenére táncolt.
Külső megjelenésükre és sajátos mozgáskultúrájukra felfigyelt aztán Farian (akinek eredeti neve Franz Reuther) és egy törökországi nyaraláson megkérte őket, hogy alakítsanak egy duót, mivel énekesei, Charles Shaw, John Davis és Brad Howell nem elég piacképesek a maguk megjelenésével, zenei tehetségüket pedig kevésnek ítélte egy anyagi sikerhez. Mindamellett Morvan és Pilatus nem értett igazán egyet igazán Farian ötletével, hogy playbackből énekeljenek. Bár túl sok választási lehetőségük nem volt, mert anyagilag nem álltak túl jól, ezért könnyen beleegyeztek Farian ajánlatába.
A csaló duó nagy sikert aratott a közönség előtt Girl You Know It's True c. számukkal Európában és az Egyesült Államokban, noha a korabeli kritikák keményen bírálták a giccsesnek és ócskának ítélt műfajt, amely leginkább pénzkeresetre törekszik. Ennek ellenére a páros elnyerte a Grammy-díjat 1990. február 22-én, noha a bonyodalmak már egy évvel korábban jelentkeztek. Ugyanis Bristolban egy koncerten a lemezlejátszó beakadt és a hangfalakból csak a refrén Girl You Know It's… részlete hallatszott, míg a két „énekes” csak tétlenül szemlélődött 80 ezer néző előtt. A Milli Vanilli ezzel még nem lepleződött, de erős gyanú merült fel az együttes hitelességét illetően. Sőt Charles Shaw majdnem ki is tálalt a sajtónak, de Farian 150 ezer dollárral megvásárolta a hallgatását.
Morvan és Pilatus azonban összeütközésbe került Fariannal, aki már nem volt képes kendőzni a csalást, de a két „énekes” több pénzt és egy újabb album elkészítését követelte a producertől, valamint, hogy menessze az eredeti énekeseket. Farian ehelyett saját maga vallotta be, hogy Morvan és Pilatus csak playbackből énekeltek, ezzel a beismeréssel viszont jelentősen megingatta saját pozícióját, míg a két csalónak és a valódi énekeseknek is kisiklatta a további karrierjét. A számokat eredetileg éneklő Shaw, Howell és Davis a The Real Milli Vanilli néven próbálták folytatni, de a botrány után már a közönség nem tartott igényt ezekre a számokra, így a próbálkozás csúfos kudarcba fulladt. Ugyanúgy Pilatus és Morvan is hiába próbálták megőrizni népszerűségüket, tehetség híján és a mindinkább elhatalmasodó skandalum miatt ez már képtelenség volt. A becsapott koncertszervezők és kereskedők kártérítési pereket indítottak, az eladott Milli Vanilli CD-k és kazetták vásárlói visszakövetelték a pénzüket, s a korábbi rajongók dühös reakciója sem maradt el, nem is beszélve a sajtó és a szakma más tagjainak gúnyolódásáról.
Morvan és Fab önmagukat parodizáló rágógumi reklámban is felléptek, majd új albumot adtak ki Rob&Fab címmel, saját lemezkiadón keresztül, amelynek a neve Taj. Új lemezükből alig kétezer darab fogyott el, így a kiadó csődbe ment.

## Szólókarrier és egyéb próbálkozások
Pilatus nem tudta elviselni a botrány okozta szégyent és az egykori rajongók, illetve a sajtó részéről jövő megaláztatásokat. Morvannel megszakította a kapcsolatot, Amerikába ment, drogfüggő és alkoholista lett belőle, s 1996-ban három hónapig ült börtönben garázdaságért. Morvan viszont nem adta fel és próbálta fejleszteni az énekhangját. Egykori barátjának is próbált segítséget nyújtani és drogrehabilitációját is fizette. 1998-ban megpróbálták újból összehozni a Milli Vanillit egy akkor félbehagyott albummal, a Back and in Attack-kel, de Pilatus drogtúladagolásban még abban az évben meghalt és a duó újbóli felállásának reményei szertefoszlottak.
Pilatus halálát követően a Los Angeles-i KIIS-FM rádió kezdte alkalmazni Morvant DJ-ként. 1999-ben 50 ezer ember előtt lépett fel a Wango Tango Festival-on a Dogder Stadionban. 2000-ben a BBC dokumentumfilmet készített a Milli Vanilliről, amelyben ő is megszólalt. 2003-ban jelent meg saját albuma a Love Revolution, amelynek zenéjét és zeneszövegeit ő maga szerezte. Ugyan kereskedelmi forgalomban nem kelt el túlzottan nagy példányszámban, de a kritikusok pozitívan értékelték Morvan szakmai fejlődését. 2012-ben újabb önálló számot jelentetett meg See the Light címen.
DJ-ként számos előadóval dolgozott együtt. Ezenkívül foglalkozik írással, divattervezéssel és festéssel is, illetve szerepelt egy vígjátékban is. Próbálkozásait kevés szerencse kíséri, népszerűsége alacsony, a köztudatban is leginkább, mint imposztor él Rob Pilátussal együtt. Bár ezzel ő maga is tisztában van és állítása szerint igyekszik elfogadni múltját. Gyakran tart motivációs előadásokat arról, hogy mennyire fontos az, hogy az ember képes legyen elfogadnia és felvállalni saját magát.

## Külső hivatkozások
- Eltűnt tátogó csodák – Hol van most Whigfield és a Milli Vanilli? (player.hu)
- A Milli Vanillit megfosztják a Grammy-díjtól (1990) (atv.hu)
- Milli Vanilli-film a tragikus duóról (origo.hu)